# Museu Petrie de Arqueologia Egípcia
Museu Petrie de Arqueologia Egípcia é um museu de Londres, Reino Unido, que faz parte dos Museus e Coleções do University College London. A instituição contém mais de 80 mil objetos e está entre algumas das principais coleções mundiais de artefatos egípcio e sudanês.

## História
O museu foi estabelecido como um recurso de ensino para o Departamento de Arqueologia Egípcia e Filologia da University College, ao mesmo tempo em que o departamento foi estabelecido em 1892. A coleção inicial foi doada pela escritora Amelia Edwards. Seu primeiro professor, William Matthew Flinders Petrie, conduziu muitas escavações importantes e, em 1913, vendeu suas coleções de antiguidades egípcias para a universidade, criando a Coleção Flinders Petrie de antiguidades egípcias e transformando o museu em uma das principais coleções fora do Egito. Petrie escavou dezenas de locais importantes ao longo de sua carreira, incluindo os cemitérios do Período Romano em Hauara, famosos pelos belos retratos de múmias em estilo romano clássico; Amarna, a cidade do rei Aquenáton; e a primeira pirâmide verdadeira, em Meidum, onde descobriu algumas das primeiras evidências de mumificação.

## Descrição atual
O museu fica na Malet Place, perto da Gower Street e da biblioteca de ciências da University College London. A entrada é gratuita e, até de janeiro de 2018, o prédio ficava aberto todas as tardes das 13h às 17h, de terça a sábado, com pesquisadores acomodados também em outros horários.

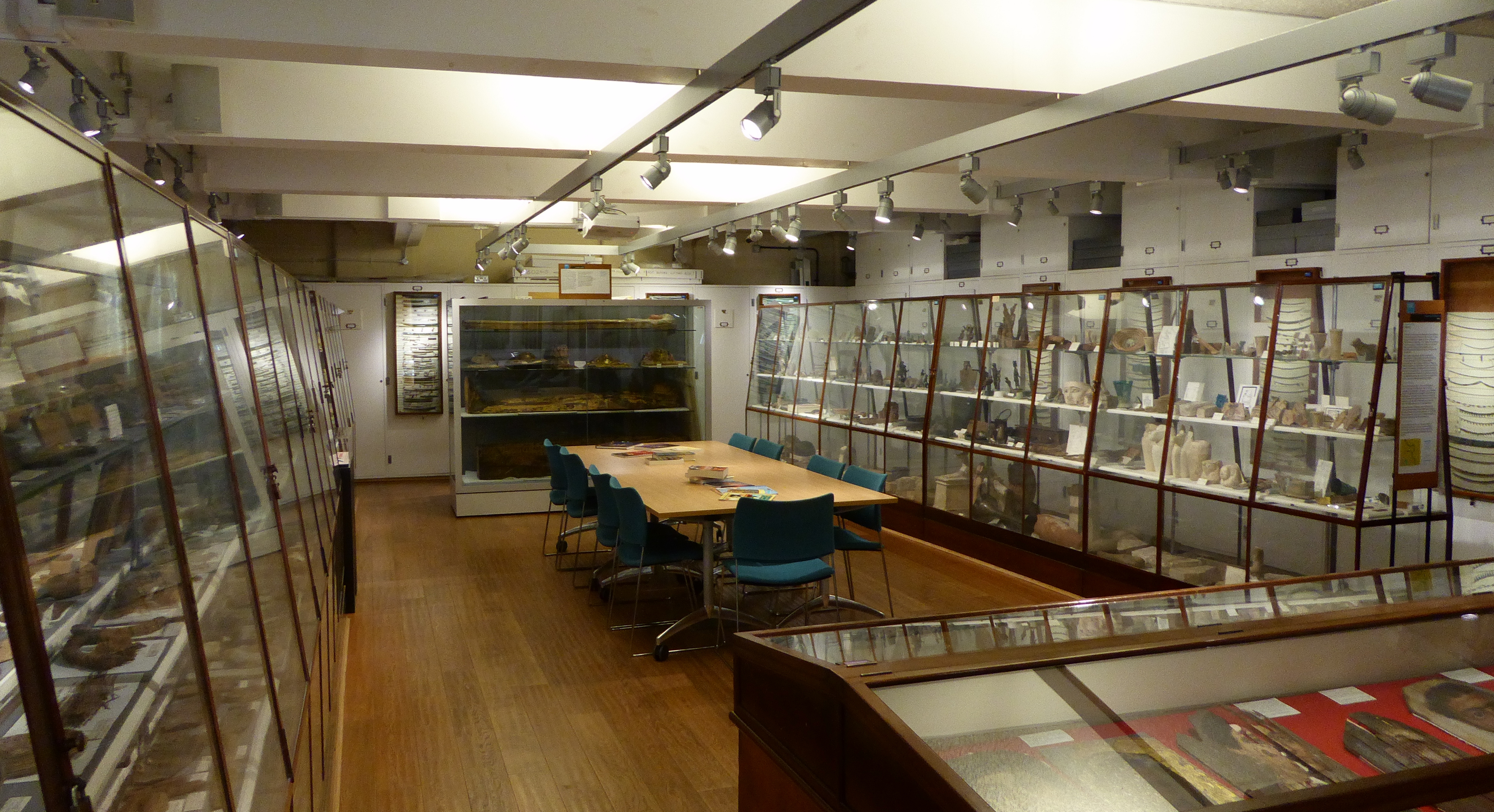
Interior do museu

O museu tem um programa de educação para adultos e famílias, e tem uma organização ativa de Amigos que permite que os membros participem de palestras, seminários do museu, visitas ao Egito e coleções egípcias, eventos sociais e assim por diante. Além disso, os Amigos arrecadam fundos para a conservação, publicação e exibição da notável coleção do Museu Petrie.

### Organização e coleções
O museu é dividido em três galerias, com a principal (alojada acima dos antigos estábulos) contendo muitos dos pequenos artefatos do museu, bem como tabuletas de escrita e retratos e vitrines de múmias. Outra galeria contém principalmente cerâmica. A terceira é ao longo de uma escada até uma saída de emergência. Algumas partes da coleção não são iluminadas para proteger itens sensíveis à luz, e tochas (lanternas) são fornecidas para ver o interior das vitrines.
A coleção foi digitalizada e o catálogo pode ser navegado e consultado online.

### Propriedades notáveis
A coleção contém algumas "novidades" significativas: uma das primeiras peças de linho do Egito (cerca de 5000 aC); dois leões do templo de Min em Copto, do primeiro grupo de escultura monumental (cerca de 3000 aC, estão localizados no edifício principal da UCL); um fragmento da primeira lista ou calendário de reis (cerca de 2900 aC); o mais antigo exemplo de metal do Egito, os primeiros grânulos de ferro trabalhados; o primeiro exemplo de vitrificação; o "selo de cilindro" mais antigo no Egito (cerca de 3500 aC); os testamentos mais antigos em papel de papiro; o papiro ginecológico mais antigo; o único papiro veterinário do antigo Egito; e o maior desenho arquitetônico, mostrando um santuário (cerca de 1300 aC).
A coleção também inclui material dos períodos copta e islâmico.
Há um arquivo substancial mantido no museu, incluindo registros de escavação, correspondência e fotografias relacionadas às escavações lideradas por Flinders Petrie. Existem ainda documentos relativos à distribuição de achados de trabalho de campo para museus em todo o mundo entre 1887 e 1949.

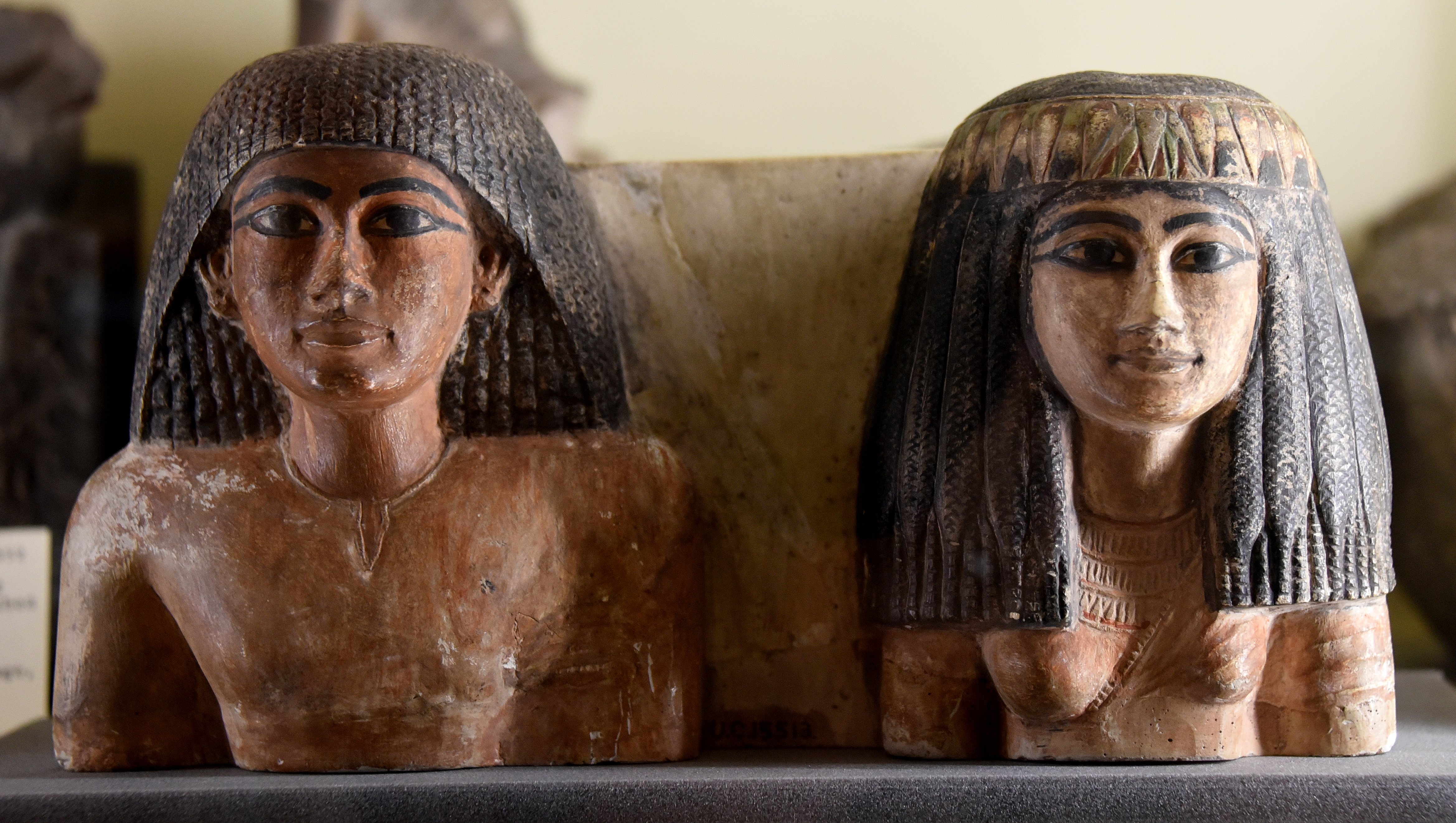
Parte superior de uma estatueta de uma mulher egípcia e seu marido. XVIII dinastia. Da Coleção Amelia Edwards agora alojada no Museu Petrie
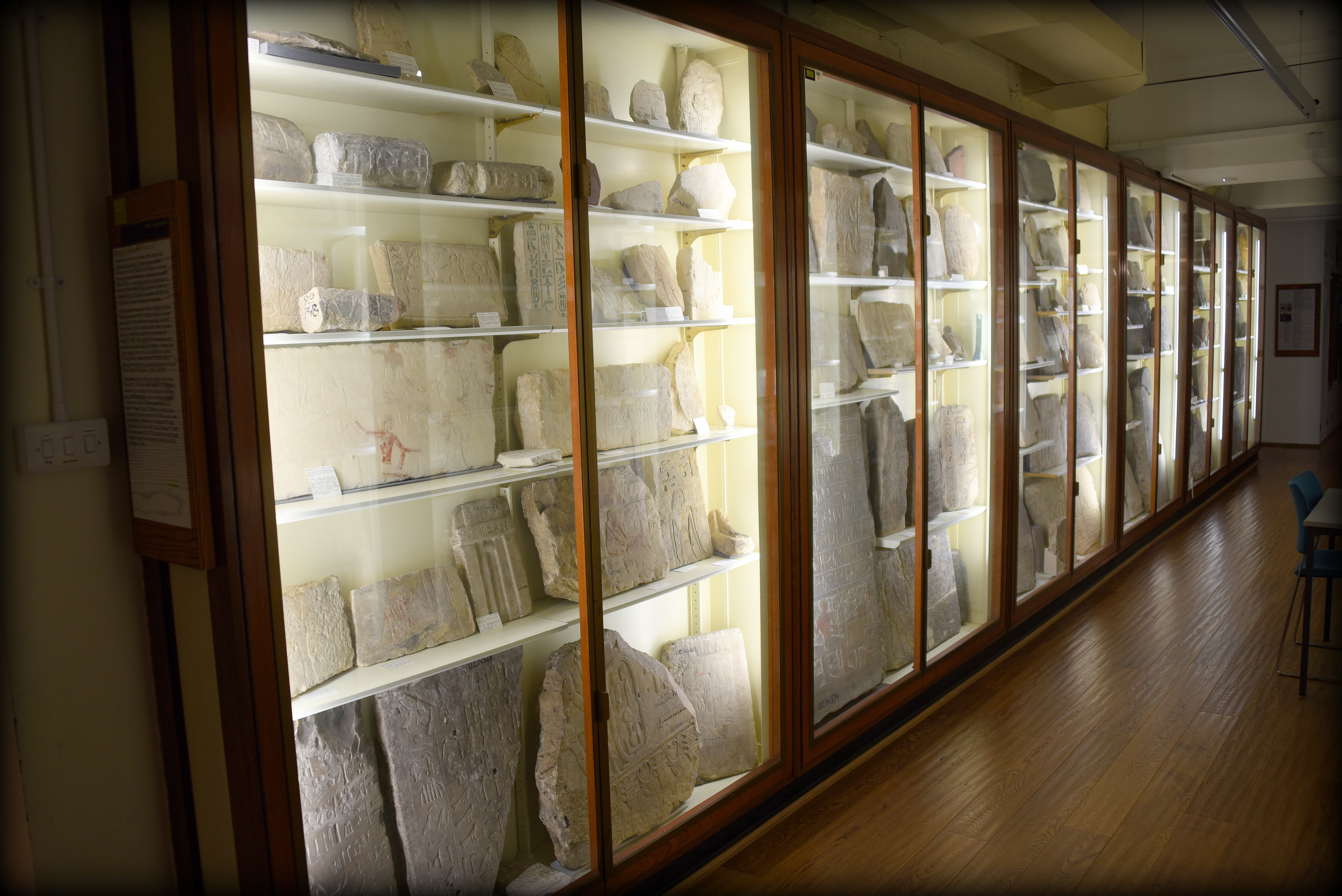
Fragmentos e lajes de estelas
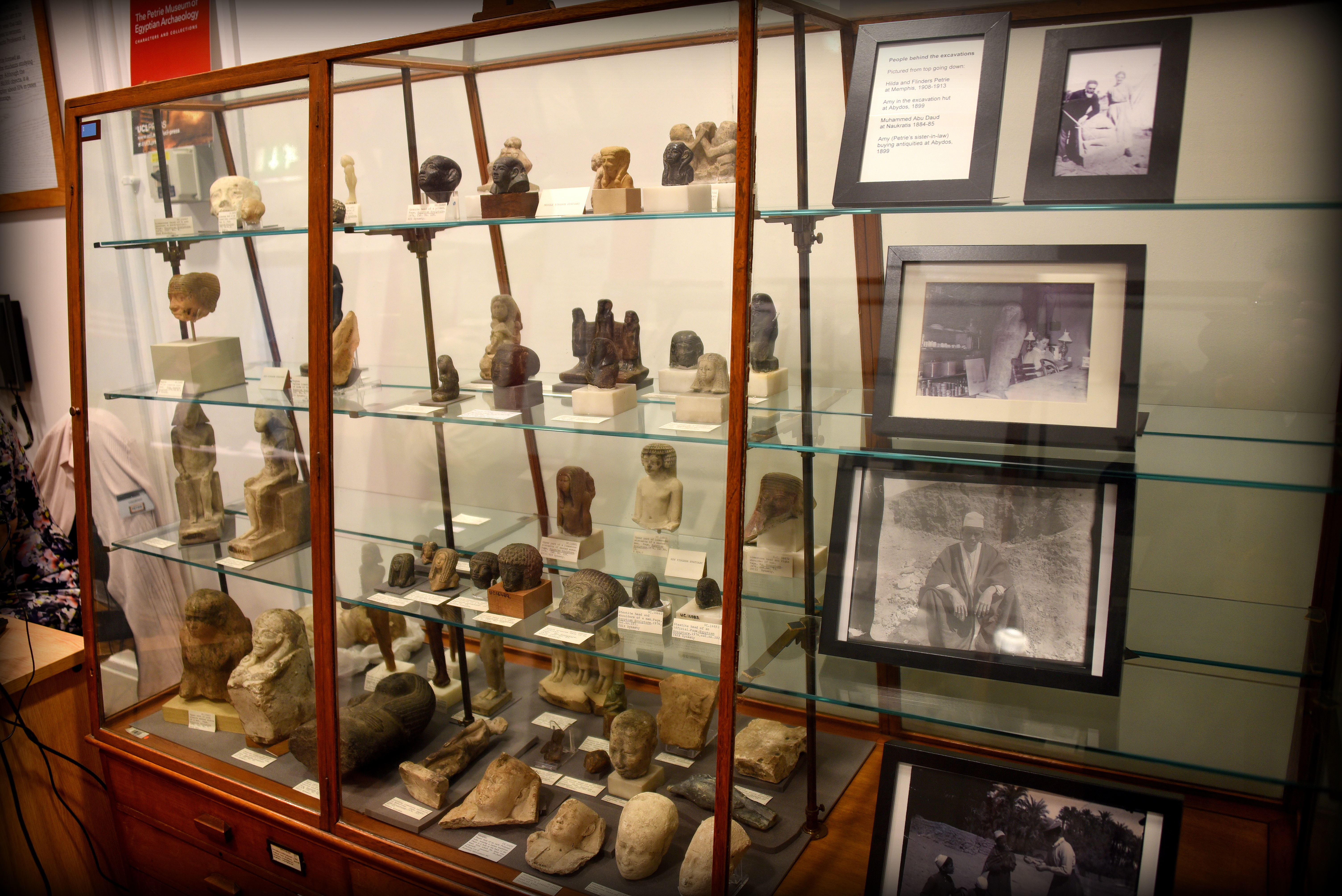
Vitrine na entrada do Petrie, com figurinhas e estatuetas

## Trabalhos publicados
Em 2015, o museu, em conjunto com a University College London, publicou uma compilação de artigos de multipla autoria, The Petrie Museum of Egyptian Archaeology: Characters and Collections, que está disponível em versão impressa e por meio de download gratuito de acesso aberto. É editado por Alice Stevenson.

## Leitura adcional
- Drower, Margaret S. (1995). Flinders Petrie: A Life in Archaeology 2 ed. Madison, WI: University of Wisconsin Press. ISBN 0-299-14624-3
- Petrie, W. M. Flinders (1932). Seventy Years in Archaeology. Nova Iorque: H. Holt and Company. OCLC 2128941
- Petrie, W. M. Flinders (1894). Tell el-Amarna. Londres: Methuen & Co. OCLC 926196841